# Weißer Engel (Mileševa)

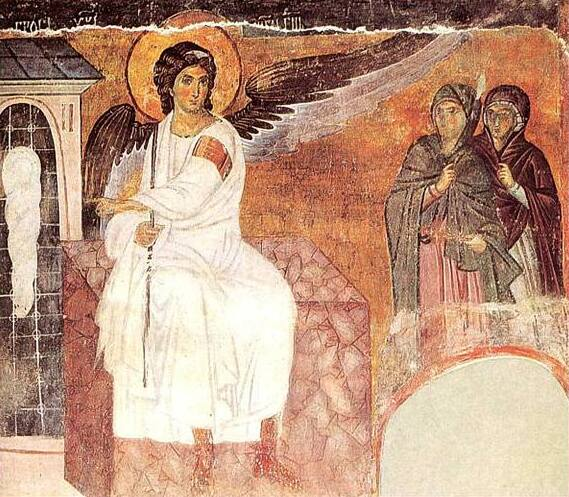
Der weiße Engel und die Frauen am Grab Jesu

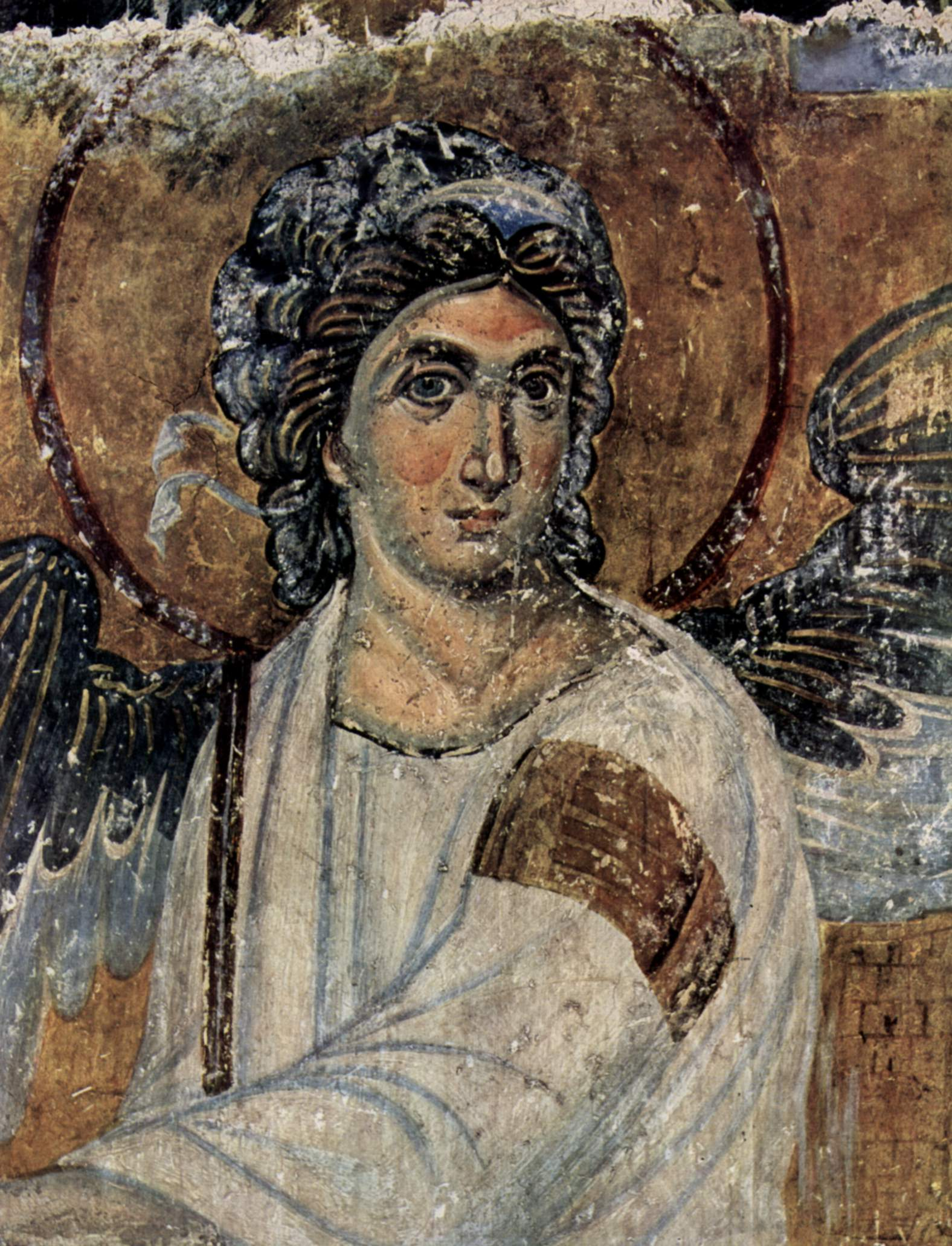
Weißer Engel, Detail

Der Weiße Engel (serbisch: Beli Anđeo) ist Teil eines Freskos im serbischen Kloster Mileševa, das eine neutestamentliche Osterszene darstellt. Das Wandgemälde gehört zur Originalausmalung des Klosters aus der ersten Hälfte des 13. Jahrhunderts und wird den Anfängen der Palaiologischen Renaissance zugeordnet. Seit dem 16. Jahrhundert war das Bild mit anderen Darstellungen übermalt und wurde erst im 20. Jahrhundert, sehr gut erhalten, wiederentdeckt. Es gilt als Kunstwerk von überregionaler Bedeutung. Besonders die Figur des Engels ist in zahllosen Reproduktionen verbreitet.

## Darstellung
Dargestellt ist die Begebenheit Mk 16,1–8 . Die Frauen, die am Ostermorgen zum Grab kommen, um den toten Jesus zu salben, finden den Stein weggewälzt. Im Grab sitzt ein weiß gekleideter junger Mann, der auf die Stelle zeigt, wo der Leichnam lag, ihnen die Auferstehung Jesu verkündet und sie beauftragt, den Jüngern die Botschaft zu bringen.
Auf dem Fresko ist der göttliche Bote – hier mit Flügeln eindeutig als Engel gekennzeichnet – im Moment des Zeigens abgebildet. Er spricht zu den Frauen, lenkt aber ihren Blick mit der linken Hand nach rechts, wo die zusammengelegten Totenbinden Jesu zu sehen sind.

## Wirkungsgeschichte und moderne Legenden
Das Fresko erlangte nach seiner Wiederentdeckung weltweite Berühmtheit. Es wurde zu einem beliebten Ostermotiv weit über die orthodoxe Kirche hinaus. Am 23. Juli 1962 soll der Weiße Engel mit dem ersten Satelliten-Fernsehsignal über den Atlantik als eine Art Friedensbotschaft von der alten an die neue Welt geschickt worden sein. Darüber hinaus gibt es das Narrativ, dass die NASA den Engel als Botschaft für Außerirdische ins All gefunkt habe.